# 布列塔尼的盖雷克
布列塔尼的盖雷克（法語：Guérech de Bretagne，—988年），阿蘭二世之子，981年至988年為布列塔尼公爵。
盖雷克於981年奧爾一世去世後繼位。他的妻子是昂斯尼的艾倫伯格（Aremburge d'Ancenis），兩人有一個兒子：南特的阿蘭三世。